# Franco Ogliari
Franco Ogliari (Vaiano Cremasco, 20 gennaio 1956) è un ex calciatore italiano, di ruolo terzino.

## Carriera

### Club
Terzino cresciuto nel Fulgorcavi di Latina in Serie D, nell'estate 1976 passa al Genoa in Serie A dove gioca titolare per due stagioni in massima serie (totalizzandovi 50 presenze) e poi un'altra in Serie B.
Nel 1979 passa alla SPAL in Serie B dove, nel 1980 in uno scontro con Franco Baresi nel corso di una partita contro il Milan, si infortuna gravemente fratturandosi tibia e perone. Rimane a Ferrara fino al 1983 ma ormai la sua carriera è compromessa. In seguito gioca nella Sanremese e nel Forlì.

### Nazionale
Ha fatto parte della Nazionale Under-21, venendo convocato undici volte e scendendo in campo in due occasioni. Fece parte della spedizione azzurra agli Europei di categoria del 1978.